# Schirā'
Schirā'  (arabisch شراء, DMG širāʾ ‚Kauf, Verkauf‘) bezeichnet bei den Charidschiten und Ibaditen die Selbstaufopferung im Kampf für die Sache Gottes. Der Kampf wird hierbei als ein religiöser Handel interpretiert: der Kämpfer verkauft sein Leben an Gott und erkauft sich gleichzeitig damit den Zugang zum Paradies. Die Idee des Schirāʾ, die eine koranische Grundlage hat, findet sich bereits bei den frühen Charidschiten, die sich in Gedichten als schārī (شاري / šārī / ‚Kaufender, Verkaufender‘) bzw. Plural schurāt (شرات / šurāt) bezeichneten. Die Ibaditen, deren Strömung historisch aus dem Charidschitentum hervorgegangen sind, haben das Konzept übernommen und weiter ausgearbeitet. Nach der klassischen ibaditischen Lehre ist der Schirā' einer der vier „Wege der Religion“ (masālik ad-dīn).

## Koranische Grundlage
Das Bild von der Aufopferung des Lebens im Kampf als einem Kaufgeschäft mit Gott findet sich an zwei Stellen bereits im Koran, die beide der medinischen Zeit entstammen. Die erste Stelle findet sich in Sure 4:

„Diejenigen aber, die das diesseitige Leben um den Preis des Jenseits verkaufen, sollen um Gottes willen kämpfen. Und wenn einer um Gottes willen kämpft, und er wird getötet – oder er siegt –, werden wir ihm (im Jenseits) gewaltigen Lohn geben.“

Die zweite Stelle findet sich in Sure 9, einer der letzten Suren des Korans:

„Gott kaufte den Gläubigen ihr Leben und ihre Güter ab, dafür, dass sie den Paradiesgarten bekommen – indem sie auf dem Wege Gottes kämpfen, töten und getötet werden. Ein Versprechen, an das er, als Wahrheit, gebunden ist in der Tora, im Evangelium und im Koran. Und wer hält seine Verpflichtung eher ein als Gott? So freut euch an dem Handel, den ihr abgeschlossen habt: Das ist der große Gewinn.“

Auf den Kaufhandel wird hier als ein bereits erfolgtes Geschehen Bezug genommen und das Versprechen des jenseitigen Lohns für den diesseitigen Kampf als ein Erbe der vorangegangenen monotheistischen Religionen Judentum und Christentum ausgewiesen.

## In der charidschitischen Dichtung
Die Charidschiten, die in der frühislamischen Zeit zahlreiche Aufstände unternahmen, interpretierten die genannten Koranverse als Hinweis auf die Legitimität ihres Kampfes gegen ungerechte Herrscher. Sie meinten, dass sie bei diesem Einsatz in Gottes Dienst standen und Gott sie gekauft habe. Über den charidschitischen Kämpfer Abū Bilāl Mirdās ibn Hudair, der 679 bei seinem Einsatz gegen die Truppen des repressiven umayyadischen Statthalters ʿUbaid Allāh ibn Ziyād gefallen war, sagte man zum Beispiel: „Gott hat Ibn Hudair's Leben gekauft und er hat das Paradies mit all seinen Segnungen erlangt.“
Das Motiv des Schirāʾ, der Selbstaufopferung erscheint besonders häufig in der charidschitischen Dichtung. Abū l-Wāziʿ ar-Rāsibī, ein charidschitischer Kämpfer, der später auszog, um den Mord an seinem Gefährten Abū Bilāl Mirdās zu rächen, machte in seinen Versen deutlich, dass das Ziel seines Selbstverkaufs der Kampf gegen das aufgetretene Unrecht sein soll:
| سأشري ولا أبغي سوى الله صاحبا وأبيض كالمخراق عضب المضارب فقد ظهر الجور المبير وأجمعت على ذاك أقوام كثيرو التكاذب | Sa-ašrī wa-lā abġī illā Llāhi ṣāḥiban wa-abyaḍa ka-l-miḫrāqi ʿaḍba l-maḍārib wa-qad ẓahara l-ǧauru l-mubīru wa-aǧmaʿat ʿalā ḏāka aqwāmun kaṯīru t-takāḏib | Ich verkaufe mich und begehre keinen anderen Gefährten als Gott und ein weißes, scharfklingiges (Schwert) wie das Michrāq, denn vernichtende Unterdrückung ist aufgetreten, und darauf haben sich viele lügenhafte Gruppen geeinigt. |

Der Schirāʾ, die Selbstaufopferung, wird in einigen Gedichten der passiven Haltung anderer Muslime, die lieber zu Hause blieben und den Kampf aufgeben, positiv gegenübergestellt. So dichtete Maʿdān ibn Mālik al-Iyādī, der sich in der zweiten Hälfte des 7. Jahrhunderts wegen seiner radikal-militanten Haltung mit den sufritischen Charidschiten überwarf:
| سلام على من بايع الله شاريا وليس على الحزب المقيم سلام | Salāmun ʿalā man bāyaʿa Llāha šāriyan wa-laisa ʿalā l-ḥizbi l-muqīmi salāmun | Heil über demjenigen, der Gott den Treueid leistet, als sich Verkaufender kein Heil liegt dagegen über der Partei, die sesshaft bleibt. |

Ein Vers des charidschitischen Dichters ʿAmr ibn al-Husain al-ʿAnbari, den Abū l-Faradsch al-Isfahānī in seinem „Buch der Gesänge“ zitiert, zeigt, wie stark die Selbstaufopferung der Schurāt als ein begehrenswertes Ziel gesehen wurde, das man in seinem Leben nicht verpassen darf:
| حذر المنية ان تجيء بداهة لم اقض من تبع الشرات مآربي | Ḥaḏara l-manīyati an taǧīʾa badāhatan lam aqḍi min tabaʿi š-šurāti maʾāribī | In Anbetracht der Furcht, dass mein Tod plötzlich kommen könnte, drängt es mich, den Schurāt nachzufolgen. |

Das Konzept des Schirāʾ war bei den Charidschiten so prominent, dass sie auch insgesamt für die eigene Gruppe die Selbstbezeichnung Schurāt verwendeten. Einzelpersonen, die dieser Strömung angehörten, wurden häufig ebenfalls mit dem Attribut asch-schārī (الشاري / aš-šārī) versehen.

## Bei den Ibaditen
Die Ibāditen haben das Konzept des Schirāʾ insbesondere im Rahmen ihrer Lehre von den vier „Wegen der Religion“ (masālik ad-dīn) ausgearbeitet. Die vier Wege – Hervortreten (ẓuhūr), Verteidigung (difāʿ), Selbstverkauf (širāʾ) und Geheimhaltung (kitmān) – werden hierbei als Etappen innerhalb der Geschichte der eigenen Gemeinschaft aufgefasst, die sich wiederholen können und für die jeweils eigene Regeln gelten. Den vier masālik ad-dīn werden dementsprechend vier unterschiedliche Imamatstypen zugeordnet. Während zum Beispiel Dschābir ibn Zaid und Abū ʿUbaida Muslim ibn Abī Karīma Imame der Geheimhaltung gewesen sein sollen, war al-Dschulandā ibn Masʿūd, der 750 das erste ibaditische Imamat in Oman gründete, ihrer Auffassung nach ein Imam des Hervortretens.
Als Vorbild für das „Imamat des (Selbst)verkaufs“ (إمامة الشراء / imāmat aš-širāʾ) betrachten die Ibaditen bis heute den charidschitischen Kämpfer Abū Bilāl Mirdās ibn Hudair, der 679 mit vierzig seiner Anhänger aus der Stadt Basra auszog, um gegen die Truppen ʿUbaid Allāh ibn Ziyād zu kämpfen, und dann heimtückisch mit seinen Kämpfern von einer umaiyadischen Übermacht beim Gebet überfallen und getötet wurde. ʿUbaid Allāh ibn Ziyād hatte zuvor eine charidschitische Frau auf grausame Weise hinrichten lassen. Die ibaditische Literatur überliefert, dass Abū Bilāl Mirdās vor seinem Auszug aus Basra seine Kämpfer mit den folgenden Worten angesprochen haben soll: „Wisset, dass ihr im Begriff seid, getötet zu werden, und nicht ins Leben zurückkehren werdet. Ihr werdet voranschreiten und nicht vom Weg der Aufrichtigkeit abweichen, bis ihr zu Gott gelangt. Wenn dies euer Anliegen ist, geht zurück, wickelt eure Geschäfte ab, bezahlt eure Schulden, kauft euch selbst, nehmt Abschied von eurer Familie und sagt ihnen, dass ihr nie mehr zu ihnen wiederkehren werdet. Wenn ihr dies getan habt, dann nehme ich euren Treueid an.“
Für den Schirāʾ, der nach ibaditischer Auffassung die am meisten empfohlene Form des Dschihad in Abwesenheit eines „Imams des Hervortretens“ ist, gelten nach klassisch-ibaditischer Lehre insgesamt folgende Regeln:
1. Der Schirāʾ ist freiwillig für die Ibāditen insgesamt; für diejenigen, die ihn auf sich genommen haben, wird er aber zur Pflicht. Die Lehre von der Freiwilligkeit des Schirāʾ wird in der ibāditischen Literatur der Auffassung der Azraqiten gegenübergestellt, die den Schirāʾ als eine Pflicht betrachteten, die insgesamt allen Muslimen obliegt.
2. Für den Schirāʾ ist eine Mindestanzahl von 40 Männern notwendig. Einer der Männer kann durch eine Frau ersetzt werden.
3. Die Schurāt müssen unter sich einen Führer auswählen, dessen Autorität dann jedoch nur für sie Bindekraft hat.
4. Religiöse Verheimlichung, taqīya, schickt sich nicht für die Schurāt. Sie müssen kämpfen, bis sie die Tyrannei beendet haben oder selbst getötet werden. Einige Gelehrte sagen, dass sie erst dann zurückkehren dürfen, wenn nur noch drei von ihnen leben.
5. Die Heimat der Schurāt sind die Plätze, an denen sie sich zum Kampf versammeln. Wenn sie an ihre ursprünglichen Heimstätten zurückkehren, um Nachschub, Informationen oder etwas Ähnliches zu erhalten, gelten sie als Reisende und müssen, wenn sie dort das Gebet verrichten, dieses als Reisegebet entsprechend kürzen.
6. Die Schurāt dürfen nur gegen diejenigen kämpfen, die gegen sie kämpfen, dürfen niemanden verfolgen, keine Verletzten töten, dürfen keine alten Männer, Frauen oder Kinder töten, dürfen keine Beute nehmen oder Eigentum einziehen, das ihnen nicht gehört.[11]

Das Amt des „Imams des Selbstverkaufs“ (إمام الشراء / imām aš-širāʾ) bzw. des „sich selbst verkaufenden Imams“ (الإمام الشاري / al-imām aš-šārī) wurde im Mittelalter bei den Ibaditen Nordafrikas und Omans institutionalisiert und verlor im Laufe der Zeit immer mehr seinen militanten Charakter.